# Bälteskungsfiskare
Bälteskungsfiskare (Megaceryle alcyon) är en stor, iögonfallande kungsfiskare, som förekommer i norra USA och Kanada.

## Utseende
Bälteskungsfiskare är en satt, medelstor fågel som mäter 28–35 cm och har ett vingspann på 48–58 cm. De väger vanligtvis 140–170 gram.
Den har proportionellt ett stort huvud och en spretig tofs på huvudet. Dess långa, grova näbb är svart med grå näbbas. Hos bälteskungsfiskare är det honan som har den färggrannare fjäderdräkten. Båda könen har skifferblått huvud med en vit prick framför ögat, bred vit halsring, brett blått band över bröstet och vit undersida. Ryggen och ovansidan vingarna är skifferblå och arm- och handpennor har svarta spetsar med vita prickar på. Vingtäckarna har vita spetsar vilket gör att den hopslagna vingen, på nära håll när fågeln sitter, ser fint vitprickig ut. Honan är roströd utefter kroppssidan som över övre delen av buken möts i ett band. Juvenilen är lik de adulta fåglarna men har röströd kroppsida, men inget fullt utvecklat rostrött band över buken.

## Systematik
De fyra arterna av kungsfiskare i släktet Megaceryle placerades tidigare i släktet Ceryle, men de senare är närmre besläktade med de amerikanska gröna kungsfiskarna av släktet Chloroceryle. Bälteskungsfiskarens närmsta släkting är den amerikanska ringkungsfiskaren (M. torquata), och dessa två har förmodligen en gemensam anfader ifrån Gamla världen som koloniserade Amerika.

## Utbredning

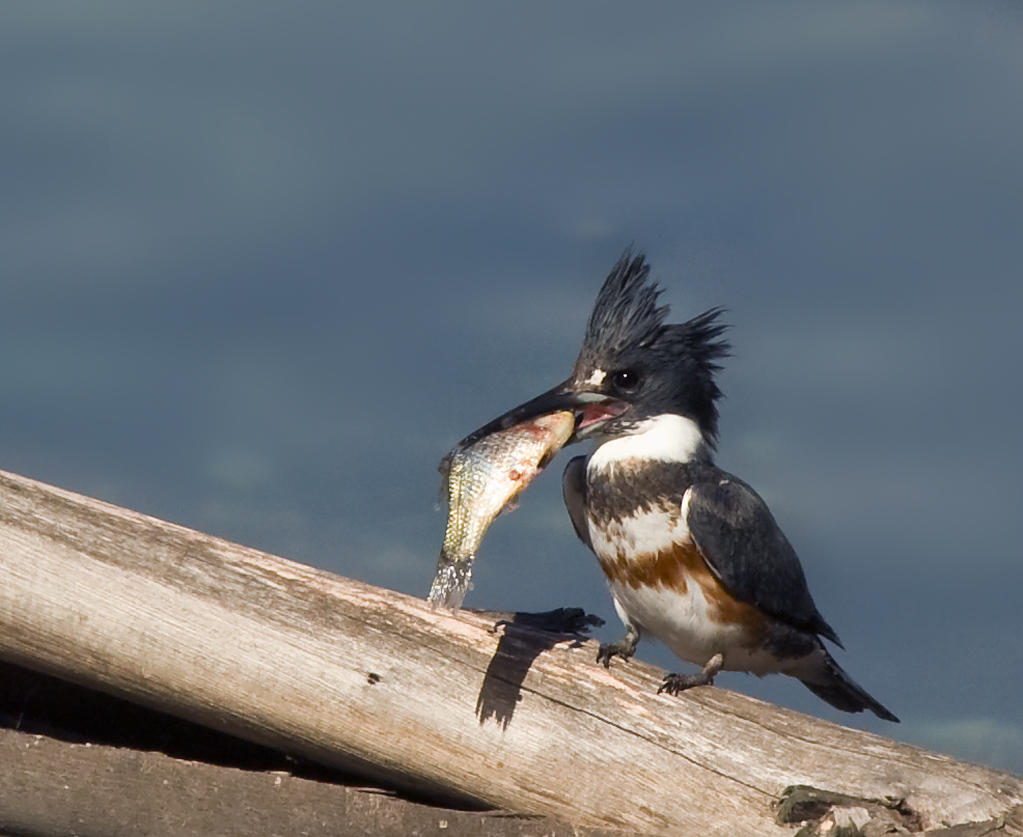
Hona med byte

Bälteskungsfiskaren häckar i närheten av vatten i stora delar av Kanada, Alaska och USA. De norra populationerna är flyttfåglar och den övervintrar i södra USA, Mexiko, Centralamerika, Västindien och norra Sydamerika. Under flytten kan den uppträda långt från fastlandet och det finns observationer av arten från ön Clarion, Den lämnar sina häckningsområden när vattnet fryser men ett fåtal kan övervintra i norr, även under de allra kallaste vintrarna, förutom i arktis, så länge det finns tillgång till öppet vatten.
Bälteskungsfiskaren är en mycket sällsynt gäst i Europa, med merparten av fynden mellan september och november, flest i Azorerna, men även i Storbritannien, Island, Irland samt ett fynd vardera i Nederländerna och Spanien.

## Ekologi
Bälteskungsfiskaren häckar i närheten av vatten, både i inlandet och utmed kusten. De observeras ofta sittande på en väl synlig gren, pinne eller annan lämplig utkiksplats i närheten av lugnt vatten. Den födosöker genom att dyka rakt ned med huvudet före för att fånga småfisk. Den äter även groddjur, kräftdjur, insekter, små däggdjur och reptiler.
Den placera sitt bo i en horisontell, eller något uppåtvinklad tunnel som båda föräldrarna gräver ut i en sandbank. Honan lägger fem till åtta ägg, i slutet av tunneln där det finns en liten kammare, och båda föräldrarna ruvar äggen och föder upp ungarna.

## Bälteskungsfiskaren och människan
Bälteskungsfiskaren är avbildad på den kanadensiska femdollarssedeln från 1986.

### Status och hot
Arten har ett stort utbredningsområde och en stor population med stabil utveckling. Den tros inte vara utsatt för något substantiellt hot. Utifrån dessa kriterier kategoriserar internationella naturvårdsunionen IUCN arten som livskraftig (LC). Världspopulationen uppskattas till 1,8 miljoner vuxna individer.